# رانيلات السترونتيوم
سترونيوم رانيليت هو ملح السترونيوم من حامض الرانيليك. دواء يستَخدم في علاج ترقق العظام, يسوَّق باسم بروتوس أو بروتيلوس ( اسم تجاري للدواء) بواسطة شركة صيدلانيّة فرنسيَّة(سيرفير).
أوضحت دراسات أنَّ هذا الدَّواء أو المُرَكَّب يُمكن أن يبطئ أو يقلل من حالة التهاب المفاصل الانحالاي في الركبة. يُعتبر الَّدواء استثنائيَّا في كونه يزيدُ من ترسيبِ العظمِ الجديد خلال عمليَّة تكوين، ويقلل من إعادة امتصاص العظم خلال عمليَّة تكسر العظام. لهذا السبب يروَّج للدواء على اعتباره عاملاً ذو نشاطٍ ثنائيٍّ في العظم.
في الثالث عشر من شهر أيَار عام 2013م قامت الشركة بعمل تواصل من الرِّعايَةِ الصِّحيَّةِ الفنيَّةِ المباشرةِ التي بيَّنت أنَّ هناك شروط وقيود مهمَّةٌ مطروحةٌ حاليَّا لاستخدامِ البروتيول.
بينت التجارب العشوائيَّة أنَّ هناك زيادة في خطر حدوثِ الذَّبحةِ القلبيةِ نتيجةَ استخدامِ الدَّواء، كما أوضَحت هذه الشركات أيضاً أن استخدامَ البرتيول في هذا الوقت يقتصرُ على علاجِ ترقًّقِ العظام الحاد عند النساءِ المعرضات لخطر الكُسور في سنِّ اليأسِ. كما أوصت لجنة تقييمِ مخاطِرِ الدَّواءِ الأوروبيَّة بشروطٍ لاستخدامِ السترونيوم ريناليت بالاعتمادِ على تقييمٍ روتينّيِ للدواء يحدِّدُ نسبةَ الفائدة - الخطر من استخدامِهِ. الذي اظهر زيادةً لخطر مشاكلِ القلبِ منها النوبةِ القلبيةِ.
في الواحدِ والعشرين من شباط عام 2014م أوصت وكالة الدواء الأوروبيَّةِ أنَّ السترونيوم ريناليت يبقى متاحاً للاستخدامِ ضمنَ الشروطِ والقيودِ, وحسب حالة المريضِ الذي يعاني من مرضٍ في القلبِ.

## طريقة العمل
عنصر السترونيوم –الذي يمتلكُ الرَمزَ الذَّري Sr, والعددَ الذَّري 38- ينتمي إلى المجموعةِ الثانيَّةِ في الجدولِ الدَّوري، تماما أسفلَ عُنصرِ الكالسيوم.
بسببِ حجمِ نُواةِ السترونيوم القريبةِ جداً من نواةِ الكالسيوم، فان الجسمَ يَأخدُ السترونيوم ويمتصُّه بسهولةٍ ويدمِجُهُ معَ العَظمِ ومينا السِّنِ في مكان الكالسيوم، وهذا لا يُعتَبَرُ مشكلة في الحقيقة، بَل على العَكس فهو ذو فائِدةٍ صِحيَّةٍ . على سبيل المثال في تجاربَ ومحاولاتٍ سريريَّةٍ وُجِدَ انَّ السترونتيوم ريناليت يساعِدُ في نموِّ العظم، زيادَةِ كثافَتِهِ , وتقليلِ كسورِ العظامِ الطرفيَّة والفقاريَّةِ وعظم الورك عند النساء.
يُعتَبر السترونيوم ريناليت عامل مضاد لتَخلخُلِ العظم، الذي يعمَلُ على زيادَةِ تكوين العظم وَتَقليلِ تكسرها أو إعادةِ امتِصاصِها، بحيث يُؤَدِّي ذلك إلى إعادة موازنةِ عملية استبدال العظم لصالح عملَّيةِ تكوُّن العظم . وهذا مشابهٌ لِتأثيرٍ مادَّةِ الكولين في حِمض السليسيك.
يُحفّز السترونيوم ريناليت مستقبلات الكالسيوم ويؤدّي أيضا إلى أن يجعل الخلايا -الموجودة قبل مرحلة تكوين العظام - تتمايز وتكوّن العظم مما يزيدُ من هذهِ العملية(عمليّة تكون العظم). يعمل أيضاً السترونيوم ريناليت على تحفيزِ إفرازِ بروتين الاستيوبرتيوجيرن من الخلايا المسؤولة في عمليَّةِ تكوُّنِ العظمِ لتثبيطِ الخلايا المسؤولة في عملَّيَّةِ تكسُّرِ العظم وذلك حسبَ نظامRANK الذي يؤدَي إلى تقليلِ امتصاصِ العَظم.

## دواعي الاستعمال
سترونيوم ريناليت أُثبت وَ دُوِّنَ على أنَّهُ دواء لوَصفَةٍ طِبيَّةِ في أكثَرَ من 70 دولةٍ لعلاجِ حالات ترقّقِ العظامِ بعدَ سنِّ اليَأسِ عندَ النّساء لتقليلِ خَطر الإصابةِ بكسور العظام الفقاريَّة وعظامِ الوَركِ.
في الولاياتِ المُتَّحدةِ لم يتم اعتماد السترونيوم ريناليت من قِبَلِ إدارة الغذاءِ والدّواء( FDA) . أما في المملكةِ المتَّحدةِ يُصرف دواء السترونيوم ريناليت بِمُتابعة من الخدماتِ الصّحيَّة الوطنيَّة كَدواءٍ لِعلاجِ ترقُّق العظام بعدَ سنِّ اليأس.
اثنتان من الدراساتِ السريريَّة الرئيسيَّةِ منَ المرحلةِ الثَّالثةِ, التَداخُل العلاجي لِهشاشَةِ العمودِ الفِقريّ( SOTI), وعلاجِ العظامِ الطّرفيَّة ( TROPOS) بَدأت عامَ 2000م للتّحقّقِ من فَعاليَّةِ الدَّواء في تقليلِ كسورِ العمودِ الفِقريّ والعظام الطَّرفية التي تشمَلُ عظامَ الوَرك. من خلال نتائج ثلاث سنوات، تمَّ الإقرار في عام 2004 أنَّ السترونيوم ريناليت أظهَرَ قُدرَةً فَعّالةً في تقليلِ كسورِ العمودِ الفِقريّ بنسبةِ 41% , وتَقليلِ كسورِ عظمِ الوَركِ بنسبَةِ 36% مقارنَةً بمرضى تَمَّ علاجُهم بالغُفل أو البلاسيبو( الدَّواء الذي لا يحتوي على أيةِ مادةٍ فعّالةٍ ).
أُثبِتت هذه الفعاليّة عبرَ بياناتٍ وحقائقَ على فترَةِ خمسِ سنواتٍ, حيثُ أكَّدت هذه الحقائق أنَّ السترونتيوم ريناليت باستطاعَتِهِ تقليل كُسورِ العمود الفِقريّ بشكلٍ ملحوظٍ بغض النظر عن عوامِلِ الخُطُورَةِ عندَ المرأَةِ التي تُعاني من هشاشَةِ العظامِ, التي تشمل العمر (أقل من سن 70, 70- 80, وما فوق سنِّ 80) , مستوى كثافَةِ المعادِنِ في العظامِ (المعادن المتعلِّقة بنقص العظامِ وهشاشتها), أيضاً عدد الكسور الشائعة (0من الكسور الشائعة, 1-2 من الكسور الشائعة، أكثر من 2 من الكسور الشائعة ), والكسور التي ترافِقُها أعراض تظهر على المريض، وهنالك أيضا مُؤَشِّر كُتلة الجسم، والتَّدخين.
أظهَرَ السترونيوم ريناليت فعاليّة ضد الكسور عند كِبارِ السَّن والذين يعانون من نقصٍ في العظام.
بشكلٍ عام سترونيوم ريناليت قابل للتَّحمُل من قبل المريض بشكلٍ جيِّد.

## دراسَة التهاب مفاصل عظام الركبة
تُعتبرُ هذه الدِّراسة (دراسة اختبار فعاليَّة السترونيوم ريناليت على التهاب مفاصل الرُّكبًة) دراسةً عالميَّةً, أقرَّت في 2012 أنَ هذا الدَّواء يقلل من تقدَّم وتدهورِ التهاب مفاصل الرُّكبة مقارَنَةً باستخدام الغُفل أو البلاسيبو في دراسة عشوائيَّة مُزدوجة التعمية ومسيطر عليها. كما قلَّل الدواءُ أعراضَ الالتهاب، عملَ على تحسينِ وظيفَةِ العُضو، وَقللَ الخَسارَة المتوقَّعة عند القيامِ بالأشعَّة السينيَّة للمريض، حيث تبَّن ذلك من خلال تراجُع في تضيُّقِ المساحةِ خلال ثلاث سنوات.

## موانع الاستعمال
يُمنع استخدام السترونيوم ريناليت عند المريض الذي يعاني من فرط الحساسيَّة تجاه المادّة الفعَّالة أو غيرِها منَ المواد الموجودة في الدَّواء. لا يُنصَح بإعطاءِ الدّواءِ عندَ وجود مرضٍ كلوّي حاد، على سبيلِ المثالِ, إذا كانَ مُعدَلُ تَصفِيَةِ الكرياتينين أقلُّ من 30 مل في الدَّقيقة.
يُنصَحُ باستِخدامِ الدَّواءِ بِحَذَرٍ للمرضي الذين هم في خَطَر الانسِدادِ التَّخَثُّريّ للوَريد، والمرضي الذين عانوا مِنهُ سابقاً. يُنصَحُ أيضاً باستخدام الدَّواءِ بحَذَرٍ عندَ وجود ما يُعرَفُ ب بَيلَةِ الفينيل كيتون ( وهي حالةٌ مَرَضيَّة على شَكلِ خَلَلٍ في أيضِ الحمض ألأميني الفينل ألانين بسبب عدم وجودِ الإنزيمِ المسؤولِ في هذه العَمليَّة) وذلك لأنَّ السترونيوم ريناليت يحتوي على الحمض الأميني فينل ألانين. يجبُ أخذ الاحتياط أيضاً بما أنَّ السترونيوم ريناليت يتداخل معَ القراءات المُتَعَلِقة بمقياس الكالوري للكالسيوم في الدَّم والبول.

## التداخلات
بالنسبَةِ إلى المُنتج، فانَّ السترونتيوم رانيليت يجبُ أن يُؤخَذَ بعد ساعتين من الأكلِ, والحليبِ ومشتقاتِهِ, والأدوية التي تحتوي على الكالسيوم. كما يجب أن يُؤخذ قبل ساعتين من استخدام مضادات الحموضة. يجب إيقاف العلاج في حال كان المريض يستخدم المضاد الحيويَّ تيتراسايكلن أو الكوينولون، حيث أن هذه المضادات الحيوية ترتبط بأيون السترونتيوم.

## الآثار الجانبيّة
يزيد السترونيوم ريناليت من خطر الانسداد الخثاري للوريد، يزيدُ من الانسداد الرئوي والأمراض القلبية الوعائيَّة منها احتشاء عضلة القلب. أصبح هذا الدواء يستَخدم بشكلٍ حصريُّ الآن.
من الآثار الجانبيّة الأكثر شيوعاً الغثيان، الاسهال، الصداع والاكزيما. ولكن مع زيادة نسبتها 2-4% مقارنةً بالمجموعة التي استخدمت البلاسيبو.بينما، مع ذلك هذه الأعراض تختفي خلال 3 أشهر. كما لُوحظَ حدوث حساسيَّة شديدة بشكلٍ عرضيّ عند المريض، تشمل طفح جلدي وزيادة اليوزينات مع حدوث أعراض تشمل الجسم بشكل عام.